# David Palmer (squash)
David Troy Palmer (Lithgow, 28 giugno 1976) è un giocatore di squash australiano del circuito professionistico.

## Biografia
Al di là della sua tecnica di gioco, Palmer è anche conosciuto per la sua tendenza a perdere la pazienza durante le partite. È stato presidente della Professional Squash Association (PSA), ma non è stato rieletto nel 2002, almeno in parte a causa del suo comportamento in campo. Infatti, nei campionati del mondo a Chennai, India, Palmer è stato espulso dagli eventi gestiti dalla World Squash Federation (WSF) per 13 mesi, perché riconosciuto colpevole di aver offeso verbalmente l'arbitro, abusando delle attrezzature di gioco.

## Carriera
È uno dei giocatori di maggior successo della sua generazione, dopo aver vinto il World Open nel 2002 e nel 2006; Il British Open nel 2001, 2003 e 2004 e la Super Series Finals nel 2002, ha raggiunto il primo posto nel mondo per la prima volta nel settembre 2001. Quattro anni dopo la sua precedente stagione come numero uno mondiale, Palmer ha nuovamente raggiunto la vetta delle classifiche mondiali, che ha mantenuto per un mese, nel febbraio 2006. Al Giochi del Commonwealth del 2006, Palmer ha vinto la medaglia d'argento dopo aver perso in finale contro Peter Nicol. Ha anche vinto medaglie di bronzo nel doppio maschile e doppio misto